# Mohamed Juldeh Jalloh

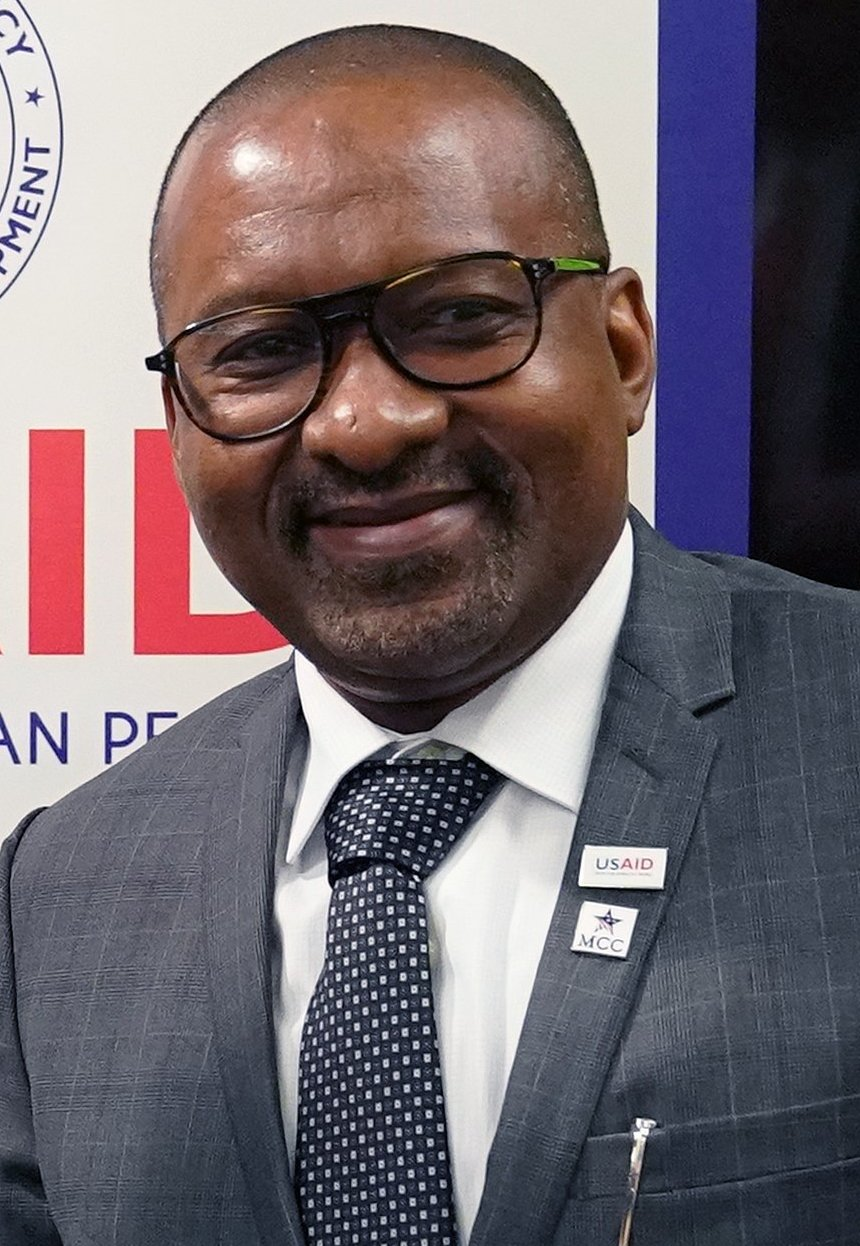
Mohamed Juldeh Jalloh

Mohamed Juldeh Jalloh é um político de Serra Leoa e atual vice-presidente de seu país desde 4 de abril de 2018. Jalloh é cientista político, empresário e ex-funcionário das Nações Unidas, além de ser membro sênior do Partido Popular de Serra Leoa.
Mohamed Juldeh Jalloh obteve um bacharelado em ciências políticas pela Fourah Bay College, um mestrado em ciências políticas pela Universidade de Ibadã, na Nigéria e doutorado pela Universidade de Bordeaux, em França. Jalloh é fluente em vários idiomas, incluindo inglês e francês.
Cientista político de profissão, Jalloh começou a trabalhar para as Nações Unidas em 2000, quando era oficial de programa na missão das Nações Unidas em Kosovo. Ele também atuou como membro do conselho de conselheiros seniores da missão de estabilização das Nações Unidas no Mali e na região do Sahel.
Ele foi nomeado companheiro de chapa presidencial de Julius Maada Bio nas eleições gerais de Serra Leoa de 2018, a qual foi vencida por eles em um segundo turno.